# Asplenium cirrhatum
Asplenium cirrhatum är en svartbräkenväxtart som beskrevs av Louis Claude Richard och Carl Ludwig Willdenow. Asplenium cirrhatum ingår i släktet Asplenium och familjen Aspleniaceae. Inga underarter finns listade.